# Cantonul La Ferté-Frênel
Cantonul La Ferté-Frênel este un canton din arondismentul Argentan, departamentul Orne, regiunea Basse-Normandie, Franța.

## Comune
| Comune                           | Populație (1999) | Cod poștal | Cod INSEE |
| -------------------------------- | ---------------- | ---------- | --------- |
| Anceins                          | ...              | 61550      | 61003     |
| Bocquencé                        | ...              | 61550      | 61047     |
| Couvains                         | ...              | 61550      | 61136     |
| La Ferté-Frênel                  | ...              | 61550      | 61167     |
| Gauville                         | ...              | 61550      | 61184     |
| Glos-la-Ferrière                 | ...              | 61550      | 61191     |
| La Gonfrière                     | ...              | 61550      | 61193     |
| Heugon                           | ...              | 61470      | 61205     |
| Monnai                           | ...              | 61470      | 61282     |
| Saint-Evroult-Notre-Dame-du-Bois | ...              | 61550      | 61386     |
| Saint-Nicolas-des-Laitiers       | ...              | 61550      | 61434     |
| Saint-Nicolas-de-Sommaire        | ...              | 61550      | 61435     |
| Touquettes                       | ...              | 61550      | 61488     |
| Villers-en-Ouche                 | ...              | 61550      | 61506     |